# Wanda Vujisić
Wanda Jadwiga Vujisić z domu Smołuch (ur. 29 marca 1950 w Końskich) – polsko-czarnogórska nauczycielka, tłumaczka i działaczka polonijna.

## Życiorys
Wanda Vujisić uczęszczała do Szkoły Podstawowej nr 34 w Warszawie oraz liceum ogólnokształcącego tamże. Absolwentka studiów rusycystycznych na Uniwersytecie Warszawskim.
W 1985 zamieszkała w mieście Bijelo Polje w ówczesnej Jugosławii. Uzyskała obywatelstwo czarnogórskie. W Czarnogórze występuje jako Vanda Vujisić.
W 2003 była wśród założycieli Stowarzyszenia Polaków Zamieszkałych w Czarnogórze. Została wybrana jego pierwszą przewodniczącą. Zainicjowała powstanie czasopisma miejscowych Polaków – „Głos Polonii” (którego była redaktorką) oraz portalu poloniacg.com (poloniacg.me). Inicjatorka oraz założycielka Związku Bałkańskich Organizacji Polonijnych (ZBOP) „Polonika Balkanika”. W 2010 rozpoczęła skierowane do Czarnogórców kursy języka polskiego. Posiada uprawnienia tłumacza sądowego z języka polskiego i rosyjskiego.
Jej mężem był filolog Blagoje Vujisić (1948–2023), którego poznała podczas pobytu stypendialnego w Instytucie im. A. S. Puszkina w Leningradzie. Ich córka Iwona (Ivona) Vujisić została pracowniczką Ambasady RP w Podgoricy.

## Odznaczenia
- 2013 – Krzyż Kawalerski Orderu Zasługi Rzeczypospolitej Polskiej „za wybitne zasługi w działalności polonijnej, za promowanie kultury i języka polskiego”[4]
- 2021 – Medal Stulecia Odzyskanej Niepodległości[10]
- 2022 – Medal Komisji Edukacji Narodowej[11]
- 2023 – Odznaka Honorowa „Bene Merito”[12]

## Tłumaczenia
- Piotr Dyczek (red.), Tak się wszystko zaczęło… śladami Polaków w Czarnogórze = Tako je sve počelo… tragom Poljaka u Crnoj Gori, Podgorica : Ambasada Rzeczypospolitej Polskiej w Podgoricy : Stowarzyszenie Polaków w Czarnogórze ; Warszawa : Ministerstwo Spraw Zagranicznych, 2015, ISBN 978-83-63743-95-6.
- Marzena Kossowska-Peričić, Okno mojego serca / Prozor mog srca, Bar ; Podgorica : Ambasada Rzeczpospolitej Polskiej, 2015, ISBN 978-9940-9427-0-0.
- Don Alberto, Autoportret z ojczyzną = Autopret sa otađbinom, Hrubieszów : Studio Kobiecej Inspiracji Mary Kay Anna Świstowska ; Lublin : Drukarnia Tekst Emilia Zonik i Wspólnicy, 2018, ISBN 978-83-63693-28-2.